# Cardiomya sinica
Cardiomya sinica is een tweekleppigensoort uit de familie van de Cuspidariidae. De wetenschappelijke naam van de soort is voor het eerst geldig gepubliceerd in 1980 door Xu.